# اولگ گولووانوف
اولگ گولووانوف (روسی: Олег Серге́евич Голованов؛ ۱۷ دسامبر ۱۹۳۴ – ۲۴ مهٔ ۲۰۱۹) قایقران روئینگ اهل اتحاد جماهیر شوروی سوسیالیستی بود.
وی در مسابقات کشوری و بین‌المللی در مجموع برندهٔ ۱ مدال طلا، ۲ مدال نقره شده‌است.